# 822
822 (DCCCXXII) je bilo navadno leto, ki se je po julijanskem koledarju začelo na sredo.

## Dogodki
- 1. januar

## Smrti
- Al Hakam I., tretji emir Kordovskega emirata (* 771)
- Saičo, japonski budistični menih, utemeljitelj tendai ločine budizma na Japonskem (* 767)